# Kevins Campfire
Kevins Campfire ist eine deutsche Alternative-Noise-Band aus Ingolstadt (Bayern). Die Band wurde im Jahre 2002 gegründet und veröffentlichte ihr Erstlingswerk Disaster im Jahr 2006.

## Geschichte
Die Band wurde im Sommer 2002 von den drei Musikern Oliver Gries (Gesang und Gitarre), Christoph Lindner (Schlagzeug) und Ramona Donaubauer (Bass) gegründet. In Eigenproduktion veröffentlichten sie 2003 eine EP mit dem Titel My Favorite Toys, mit der sie erste Erfolge hatte. Die Band spielte u. a. als Supportact für die Emil Bulls, Such a Surge und Silbermond.
Die zweite EP – aufgenommen und gemischt vom mit der Band befreundeten Stefan Eyernschmalz bei MCO in München – erschien 2004 unter dem Namen Change of Tune. Die Musik war nun deutlich gitarrenlastiger.
Nach einem Besetzungswechsel im Jahr 2005 erschien das Debütalbum Disaster (Choirboy Records/Cargo-Vertrieb) mit neuem Bassisten, neuem Album und neuem Programm. Seit 2006 spielt Nadia Krzywon die zweite Gitarre.

## Diskografie

### Alben
- 2008: The Black Pop Decade Vol.1 (Internetrelease)
- 2006: Disaster

### EPs
- 2004: Change of Tune
- 2003: My Favorite Toys

### Samplerbeiträge
- 2005 Psycho Therapy (Ramones Cover) (All Good Cretins Go To Heaven / Cargo Records)